# Myrmecophantes zosima
Myrmecophantes zosima là một loài bướm đêm trong họ Geometridae.